# ラリー

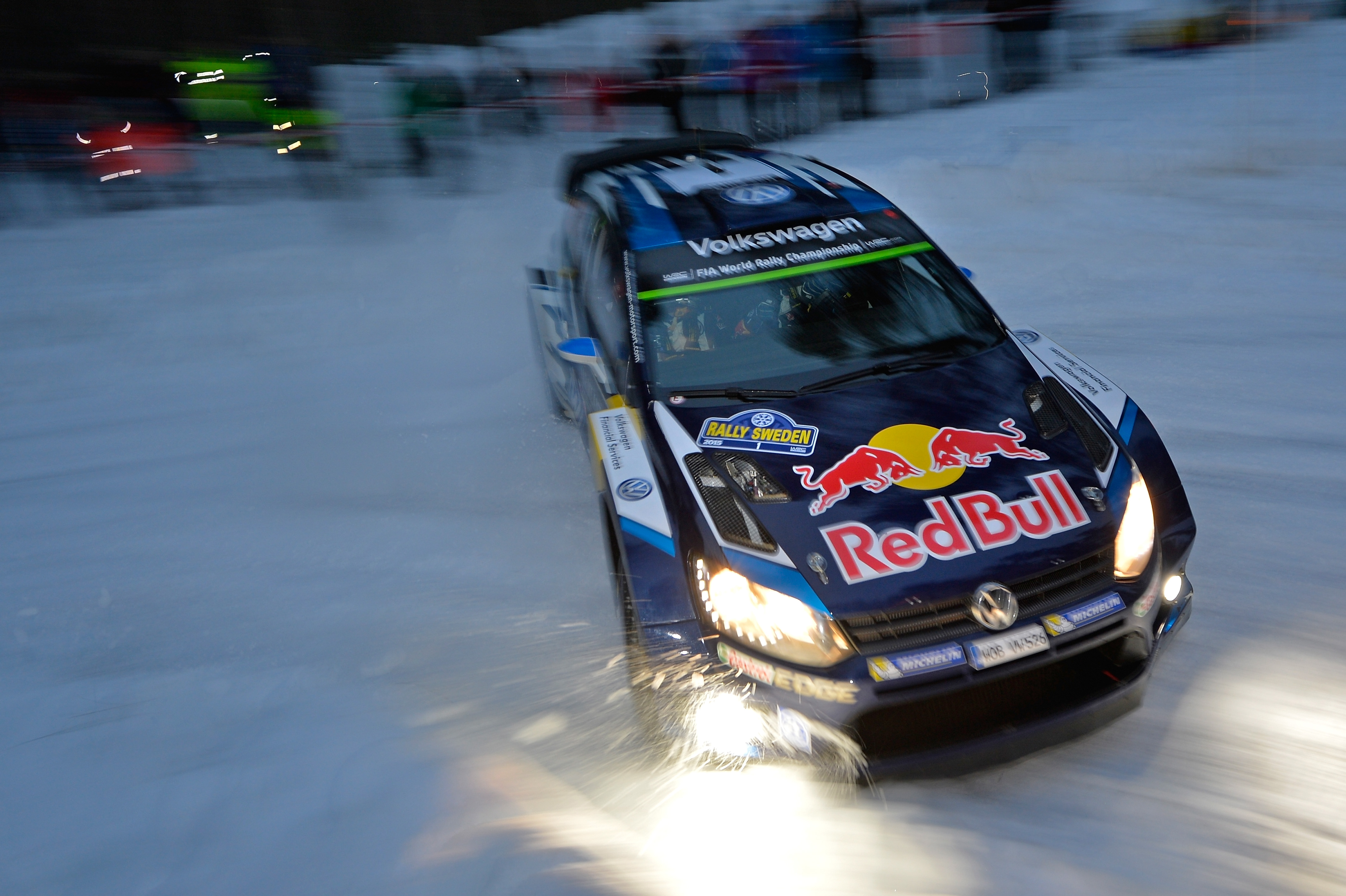
世界ラリー選手権 (WRC) のラリー・スウェーデン（2015年）

ラリー（英: Rally）とは、法規上公道走行が可能な車両でタイムアタックをする自動車競技。
運転をするドライバーと、道順を指示をするナビゲーター（コ・ドライバー）の2名1組が競技車に同乗し、指定された区間を走行して、総合タイムの速さや指定タイムに対する正確性を競う。
後述の原義での集会や「集合する」という意味でラリーという言葉が使われる場合もある（この場合、競争や複数箇所を巡るなどの意味はない）。
なお二輪の世界で「ラリー」というと、通常ラリーレイドのことを指す。

## 概要

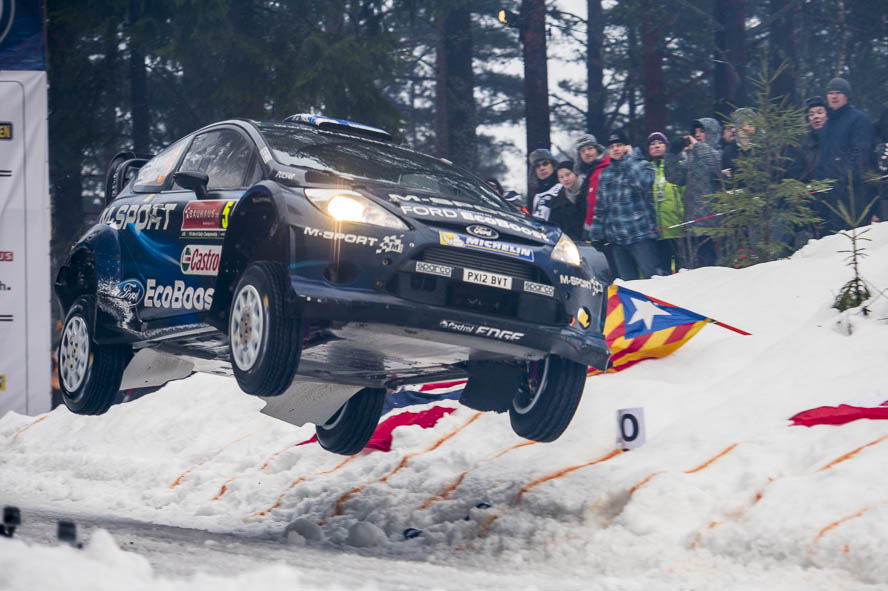
ジャンプするラリーカー

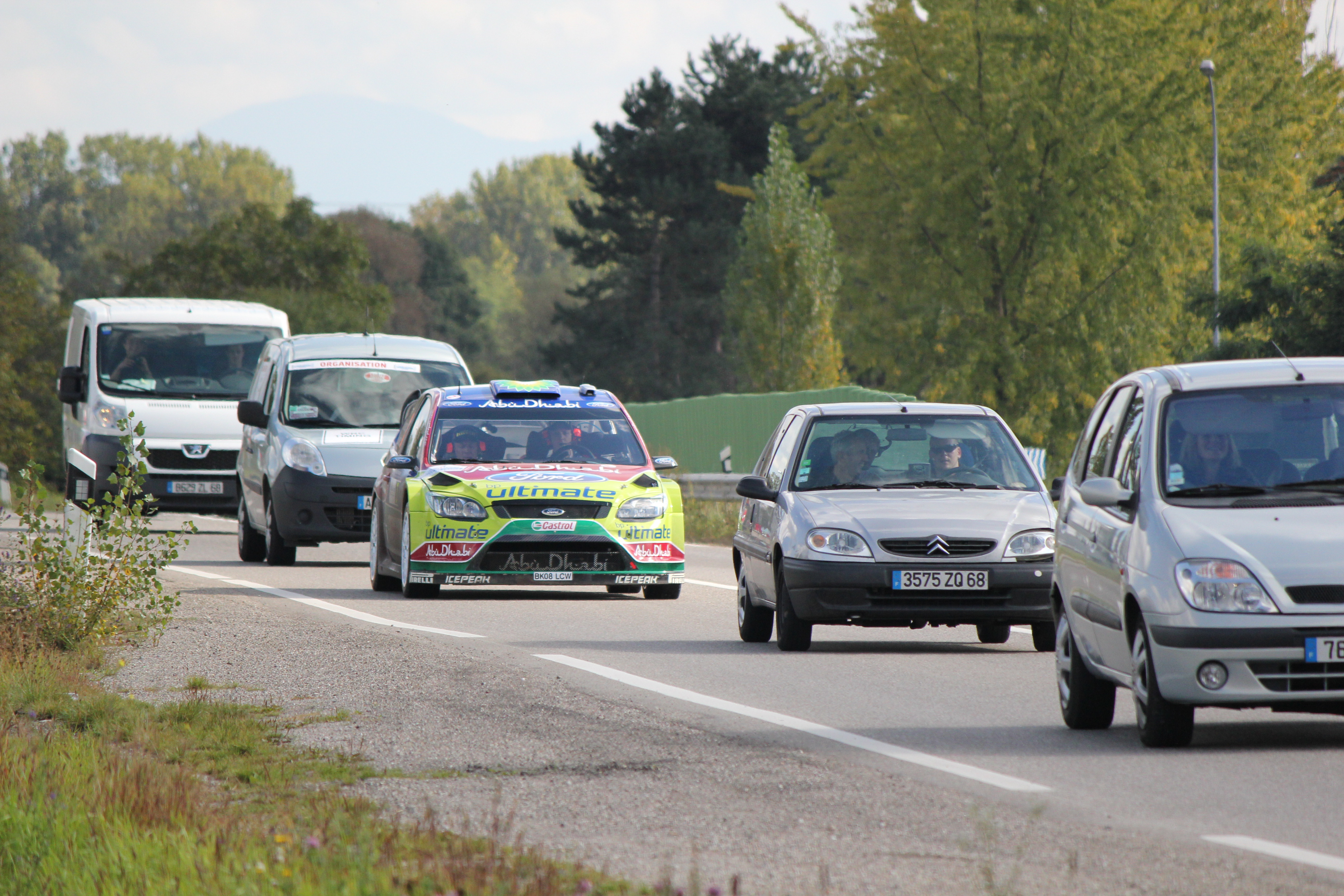
リエゾンでは一般車両に混じって法規に従って走行する必要がある

ラリー（rally）という言葉の由来は古フランス語の「ralier（re：再び+alier：参加する）」であり、各地を出発してから一箇所に集うのがイベントの原型である。その起源は、中世の騎士が各地から戦争を始める城へ集結した行動とされる。平時においても訓練を兼ね、馬に騎乗して領主の元へ誰が一番早く到着できるか競い合う競技があり、その言葉が20世紀の自動車競技に継承された。
19世紀末に始まった自動車競技は都市間の公道を走行していたが、安全面などの理由から閉鎖周回路（サーキット）で行なうレースと、公道で行なうラリーに分化していった。自動車競技としてのラリーは、1911年に始まったラリー・モンテカルロが起源とされる。当時は参加者がヨーロッパの各都市を出発し、指定地点を通過しながら、険しい峰々を越えて地中海岸のリゾート地モナコへ集合するというイベントだった。ラリー界ではラリー・モンテカルロと1932年創設のRACラリー（現ウェールズ・ラリーGB）、1953年創設のサファリラリーのことを「三大ラリー」と呼ぶ。かつては長距離・長時間走行の耐久性を競う傾向が強かったが、現代ではコースや日程をコンパクトにまとめ、短距離のタイムアタックを繰り返すスプリント形式が主流となっている。
ラリーの最高峰は1973年に創設された世界ラリー選手権 (World Rally Championship, WRC) 。その下にFIA認可の各地域の選手権、そして各国のASN（日本でいうJAF）やメーカー・ディーラーなどが開催しているシリーズがある。サーキットレースに比べると、比較的手の届きやすい価格帯の市販車がベースに用いられやすいラリーは、市販車の販売促進効果があるとされるため、上位シリーズや伝統イベントでは自動車メーカーが一流プロ選手と契約し、ワークス・チームを編成して参戦する。

## 競技の基本

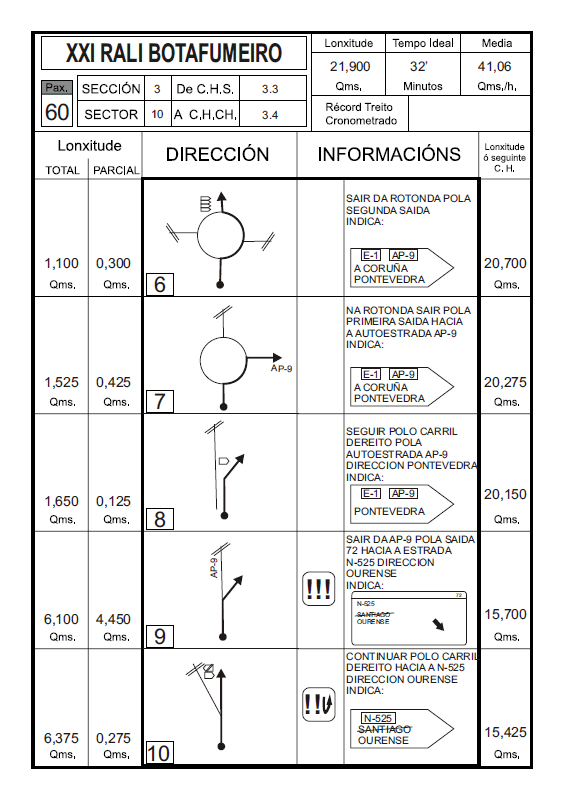
ラリーのロードブック（コマ図）。総距離と1コマごとの区間距離、分岐点の目標物や進行方向が図示されている。

- 基本的に一般公道で競技を行なうことが特徴である。競技者は運転免許証を保有し、競技車両は車検登録済みのナンバープレート付き乗用車をベースにする。
- コースは一般交通への影響に配慮して、交通量の少ない郊外の峠道・林道・農道、私有地内の連絡道などを使用する。
- 一般道を通過する通常区間では車線・信号・制限速度などの交通法規を守り、一般車両に混じって走行する。公道によって繋がれるスペシャルステージ (Special Stage, SS) と呼ばれる区間では道路を一時占有し、競技車輌のみでタイムトライアルを行なう。
- 主催者側から走行ルートや走行速度を指示した冊子（ロードブック、日本では「コマ図」とも言う）が配布される。競技者側では、SSの予習走行（レッキ）で詳細なコース情報を調べ、ペースノートを作成することができる。
- ドライバーとナビゲーター（コ・ドライバー）の2人1組（クルー）で車両に乗車し、1台ずつ間隔を置いてスタートする。助手席のナビゲーターがロードブックやペースノートを読み上げ、操縦席のドライバーがその情報に従って運転する。
- 競技中は指定のサービス地点を除いてクルー以外の人員の手を借りることはできないため、ドライバーとナビゲーターだけで修理を行わなければならない。ただし、コースを塞ぐ形でストップした場合は、観客の手を借りて脱出することが非公式ながら認められている（本来は違反だが、黙認されている）。
- 途中に何箇所か設けられた通過確認地点（チェックポイント (CP) もしくはタイムコントロール (TC) ）で競技員のチェックを受ける。各地点ごとに目標到着タイムが設定されており、早すぎても遅すぎても減点される。

## ラリーの種類
ラリーは順位決定の主要素によって競技方法が異なり、大別して速さを重視するラリーと、走行の正確さを重視するラリーに分けられる。日本自動車連盟 (JAF) の国内ラリー競技開催規定では前者をスペシャルステージラリー、後者をアベレージラリー（第1種・第2種）と定義している。

### スペシャルステージラリー

スペシャルステージ (SS) の行程図。

最高峰の世界ラリー選手権 (WRC) を始めとする現代の主なラリーは、SSにおけるタイムトライアルを主体としている。数日間の合計タイムによって純粋な速さを競う。「スプリントラリー」とも呼ばれる。
通過確認地点はチェックポイントではなくタイムコントロール (TC）と呼ばれ、サービス地点の出入り口や、各SSスタート地点の手前に設けられる。シークレット方式のアベレージラリーと異なり、走行ルートやTCの位置は事前に公開されており、SSを制限速度内で予習走行（レッキ）することも認められている。
競技者はSSスタート前に次のTCまでの目標到着時間（ターゲットタイム）を知らされ、オフィシャルのカウントダウンでタイムトライアルを開始。レッキ時に作成したペースノートを頼りにSSを全力走行する。フィニッシュ地点を全開で駆け抜けた後停車し、TCカードにタイムを記入される（区間タイムはスタート/フィニッシュ地点の光電管。その後、ロードブックに従い移動区間（ロードセクションまたはリエゾン）を走行して次のTCに到着し、またSSタイムトライアルを行うという流れを繰り返す。全ルート終了後に、SS走行タイムの積算が少ない順に順位が決定する。
ロードセクションは次のTCに余裕を持って到着できるよう時間設定されており、TCの手前でチェックイン時刻を待つことができる。ただし、SSでのタイムロスやロードセクションの交通渋滞などによってTCへの到着が遅れると、1分あたり10秒のペナルティを受ける（早着は1分あたり1分のペナルティ）。日本国内の競技では一般道の制限速度や通行量を考慮して、SSが極端に遅くてもロードセクションを急がないで済むようなルールが採用されている。

### アベレージラリー
「タイムラリー」「ロードラリー」とも呼ばれる。日本では長年に渡りメインのラリー方式であり、全日本ラリー選手権も2005年まではこれを採用していた。現在も地方のラリーイベントではよく見られる。

#### 第1種アベレージラリー
指定区間を指示された平均速度で走行し（リライアビリティラン）、その所要時間の正確さを競う。
競技者はラリー当日に配布されるロードブックに記された道のりを、指示された平均速度で走行する。コマ図にない交差点や分岐路は直進（道なり走行）が原則。途中に指示速度変更地点（パスコントロールポイント、PC）が設けられる場合もある。実際は道路状況によって走行ペースが変動するので、ナビゲーターが常に指示速度と自車の平均速度のずれを計算し、ドライバーにペースアップ/ペースダウンを指示する。
ルートの途中には何箇所か通過確認地点（チェックポイント、CP）があり、それぞれ所要時間（=走行距離÷指示速度）が設定されている。競技車両はここで一時停車し、自車の通過時刻が記されたチェックカードを受け取る。チェックポイントは路面に白線などで表示されるが、その場所はロードブックには記されていない（ブラインドチェック）。
ルートを完走した時点でチェックカードを集計し、CPごとに早遅誤差（ファイナルタイム）に対して減点を受ける。減点はイベントによって「1秒あたり1点」か「1分あたり1点」という換算方式がある。その他に、給油や修理を行なうサービス地点（レストコントロールポイント、RC）で制限時間をオーバーした場合なども減点対象となる。これらの減点の総計が最も少ない者が勝者となる。走行状態の正確な把握、チェックポイント出現場所の予想など、経験やナビゲーターの実力が大きく成績に関わることが多い。

##### 誤差の修正
ロードブックに記載されている走行距離はオフィシャルの計測車両が事前走行した際のデータによるものだが、競技車両との間にはトリップメーター誤差が発生する。これはタイヤの減り具合や空気圧、トリップメーターの製造時誤差などに起因し、そのまま競技を行うと、それぞれ車に計測距離の違いが生じる。これを修正するため、スタート地点からある程度の距離にオド・メーター・コントロール・ポイント (OMCP) と呼ばれる地点が設けられる。ナビゲーターがこの地点でオフィシャル車両の計測した距離と競技者車両の誤差を校正し、OMCP後の区間の計測距離を補正する。
ロードブック上のOMCP地点には、オフィシャルが計測したスタートからの距離が記載されている。この記載されている距離が、例えば10.0kmであるのに対して、自車がスタートからこの地点まで来た時のトリップメーターの数字が11.0kmであった場合、修正係数は11.0/10.0即ち1.1となり、自車は指示速度に1.1を乗した速度で走る必要が生じる。
この修正係数及び指示速度の算出には、古くは筆算、計算尺、歯車式計算機などが用いられた。クルタ計算機はラリー競技者に愛用された歯車式計算機のひとつである。しかし、交通戦争などの社会事情からラリーへの風当たりが強くなると、ラリーは指示速度が頻繁に変更される計算ラリーと呼ばれる形態に姿を変えて行き、簡単な算出方法が必要とされるようになった。
この需要に答えたのが、「円盤」と呼ばれるラリー専用の計算尺であった。これは、互いの角度を固定できる2本の針をもった円盤式計算尺で、まず一方の針をロードブック上のOMCPの距離（先の例の場合10.0）の目盛りに合わせ、もう一方の針を自車がこのOMCPまでに走った時点でのトリップメーターの距離（先の例の場合 11.0）の目盛りに合わせて、2本の針の角度を固定する。その後、最初の針を指示速度の目盛りに合わせると、もう一方の針が指す目盛りの速度が、自車が走行すべき速度になるというものであった。
しかし1980年代にトリップメーターと電卓が内蔵された専用のラリーコンピューター（通称ラリコン）が出現し、これらの算出用具を一掃した。ラリコンはグローブボックスに嵌め込まれ、現在時刻やスタート時刻、指示速度を入力すると自動的にファイナルタイムが表示される（操作するのは相方であるナビゲーター）。OMCPでオフィシャル数値を入力すると以後トリップメーターが自動的に補正される。

#### 第2種アベレージラリー
リライアビリティランを主体とするが、コースの一部にスペシャルステージ (SS) やハイ・アベレージ区間 (高速走行区間) を含むことで、走りの正確さ+速さを競う。中上級以上に存在し、「スポーツラリー」とも呼ばれる。
SSに指示速度は無く、目標タイムは0秒。したがって、この区間を通過するのに要した時間が減点される。例えば、SS走行タイムが3分12秒の場合、1秒1点換算では192点（60×3+12）の減点となる。ハイ・アベレージ区間（ハイアベ区間）はSSのような必ずしも占用状態ではないが、競技者が達成困難な速度（法定・指示速度以内）をあえて指示する。競技者が減点を最小限に留めようとハイペース走行をすることで、事実上のタイムトライアル区間となる。

### レジャーラリー
競技性は薄く、初心者でも参加して楽しめるラリー。
スカベンジャーラリー
出題された品物をコース上で拾ったり、見つけたり、買い物をしたりするラリー。
クイズラリー
出題された問題を、ルート上のヒントを見つけたりしながら解答するラリー。

## 代表的なラリー大会

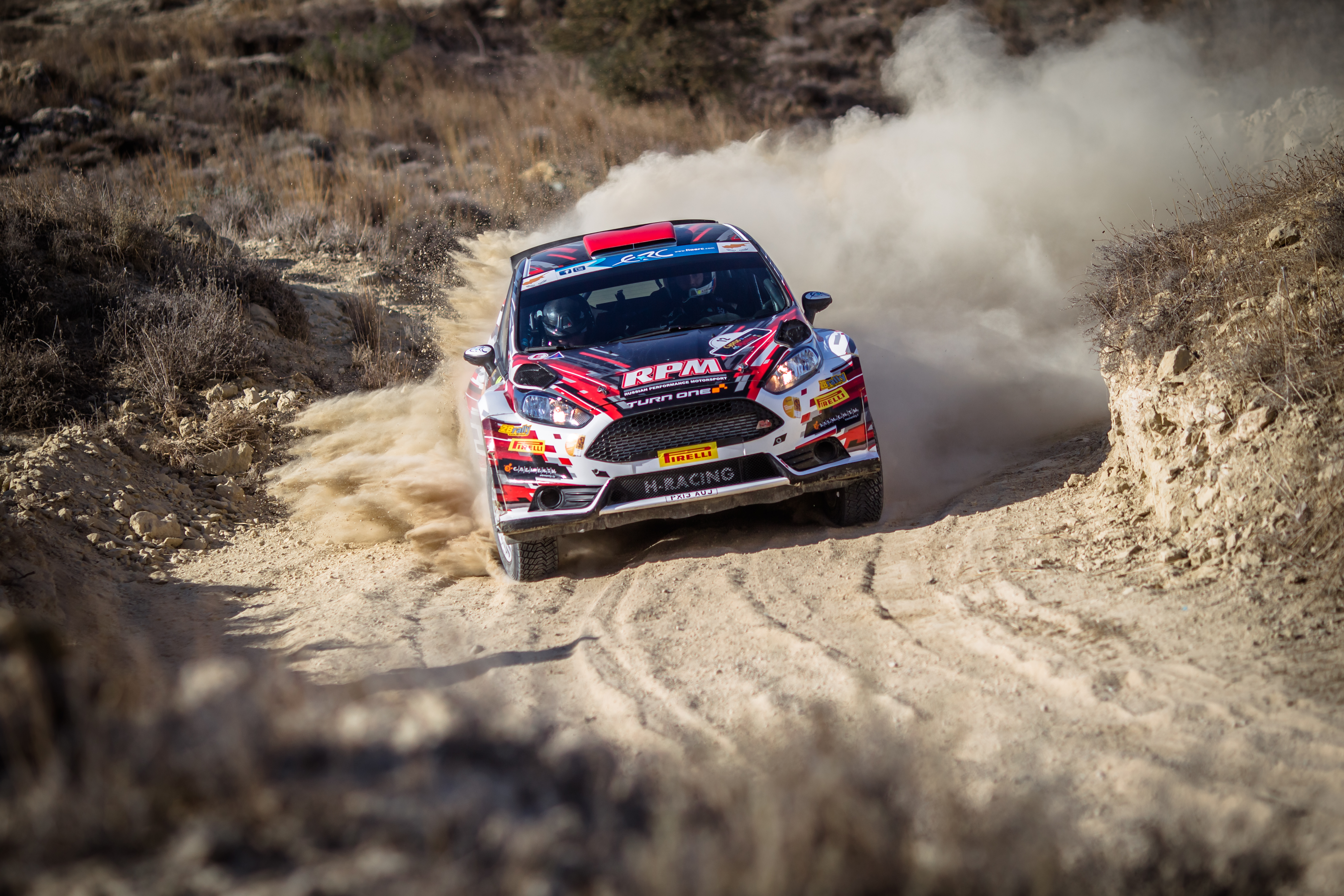
ヨーロッパラリー選手権

### 国際自動車連盟（FIA）の管轄するラリーシリーズ
- FIA世界ラリー選手権（WRC）
  - ラリー・モンテカルロ
  - ラリーGB
  - ラリー・フィンランド
  - ツール・ド・コルス
  - ラリー・ジャパン
  - サファリラリー
- FIAヨーロッパラリー選手権（ERC）
  - キプロス・ラリー
- FIAアジアパシフィックラリー選手権（APRC）
  - ラリー北海道
- FIA中東ラリー選手権（MERC）
- FIAアフリカラリー選手権（ARC）

### 日本のラリーシリーズ
- JAF全日本ラリー選手権（JRC）
  - Rally of TSUMAGOI
  - モントレー
  - 新城ラリー
  - M.C.S.Cラリーハイランドマスターズ
  - 久万高原ラリー
  - ツール・ド・九州
- JAFの地方選手権
  - JAF北海道ラリー選手権
  - JAF東日本ラリー選手権
  - JAF中部・近畿ラリー選手権
  - JAF中四国ラリー選手権
  - JAF九州ラリー選手権
- TOYOTA GAZOO Racing ラリーチャレンジ
  - ラリーカップ
  - ジョイントカップ
- 日本スーパーラリーシリーズ（JSR）
- TRDラリーカップ by JBL
- 日本アルペンラリー・ヒストリックラリーシリーズ
- JAF登録クラブ地域協議会（JMRC）
  - JMRC北海道MARUIラリーシリーズ
  - JMRC東北ラリーシリーズ
  - JMRC関東ラリーチャンピオンシリーズ
  - JMRC中部ラリーチャンピオンシリーズ
  - JMRC近畿SSラリーシリーズ
  - JMRC中国・四国ラリーシリーズ
  - JMRC九州ラリーチャンピオンシリーズ
- レジェンドオブザラリー
- 全国七大学総合体育大会自動車競技の部ラリー

### 海外の独自のラリーシリーズ
- ツアー・ラリー・ヨーロッパ（TER）

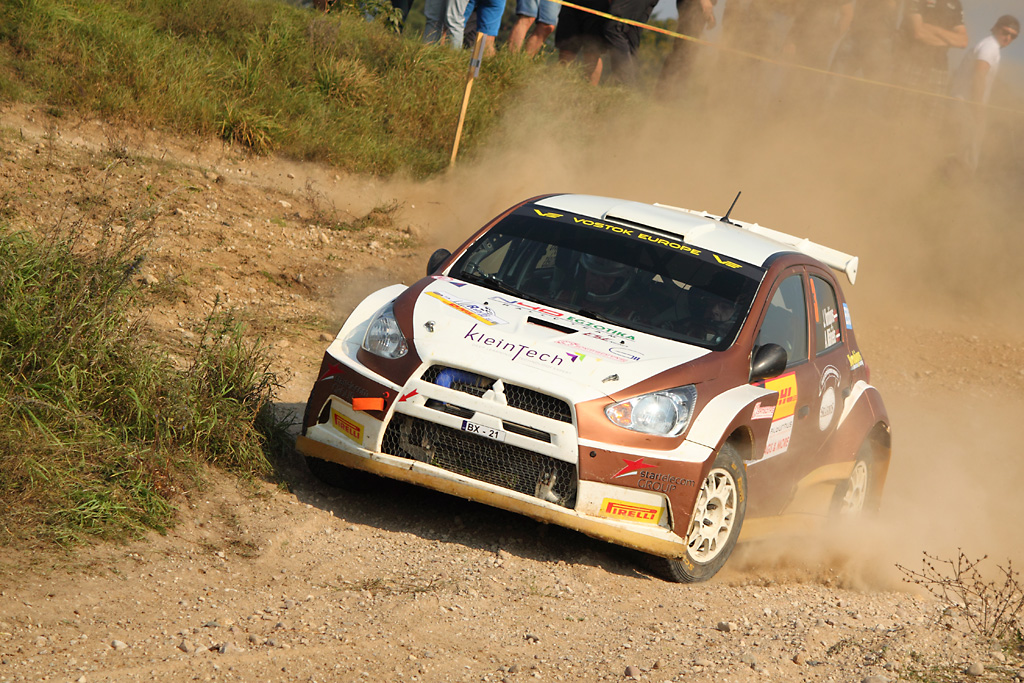
リトアニア国内選手権

- ARA（アメリカ・ラリー・アソシエーション）ナショナル選手権
- スペイン・グラベル・ラリー選手権
- フランス・ラリー選手権
- ロンバードRACラリー選手権
- その他各国選手権

## 競技車輌（ラリーカー）

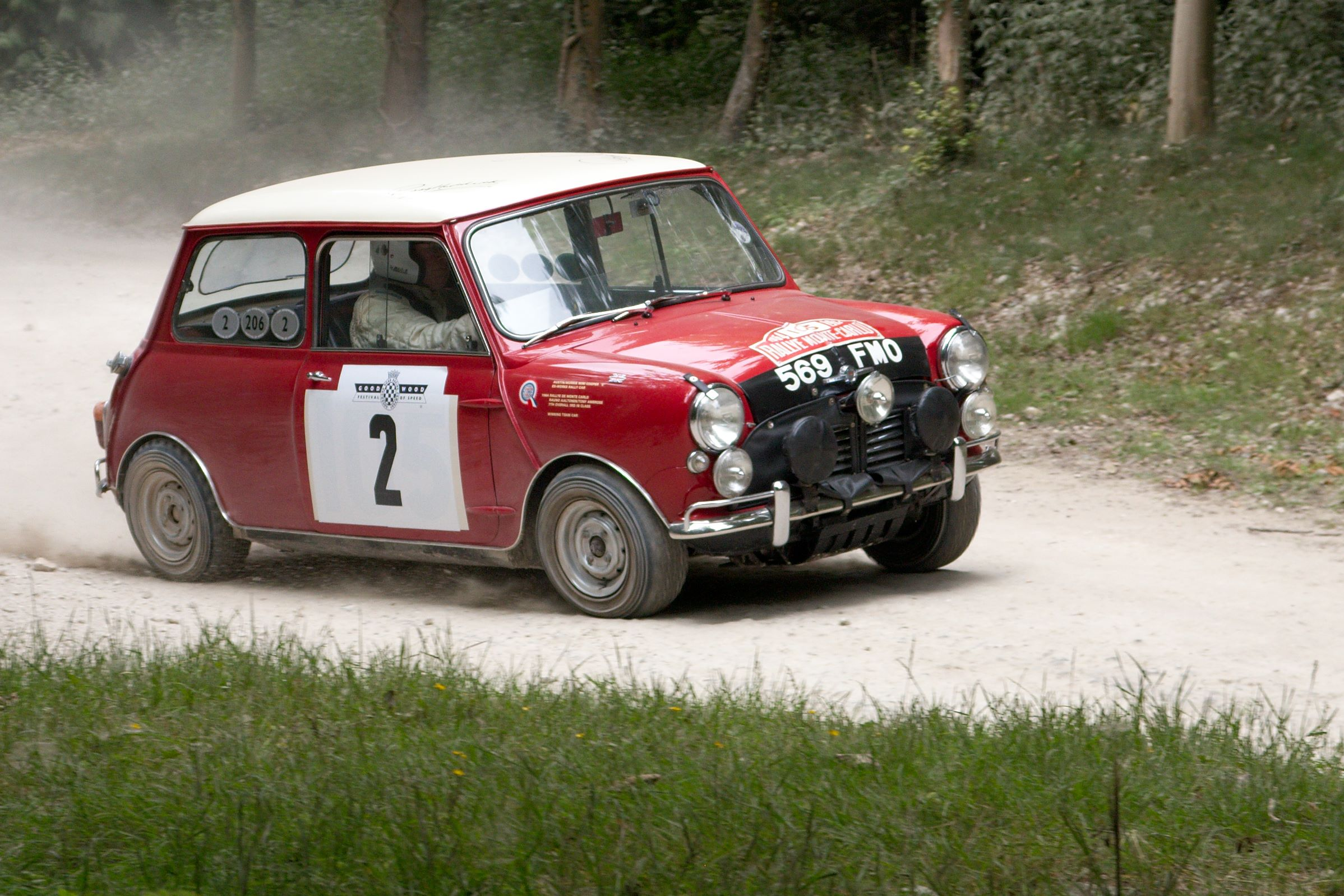
MINIのような小型車は古くからラリーで好まれ、テクニカルなコースでは大排気量勢をしばし打ち破った

多くの場合サーキット専用に設計・製造されるフォーミュラカー（F1マシンなど）とは異なり、ラリーカーは自動車メーカーが量産する市販の公道車をベースにして、認められる範囲内で競技用の改造を行なう（ただしWRCのラリー1規定を除く）。メーカーが国際自動車連盟 (FIA) や日本自動車連盟 (JAF) のようなモータースポーツ統括団体に対して申請を行い、ホモロゲーション（公認）を受けたモデルをベース車両にすることができる。公道を走行するので、改造の際はある程度競技国の安全基準を満たす必要があり、競技中もナンバープレートをつけて走行する。
FIAが公認するラリーカー向けの規定はグループA、グループRally（旧称グループR）、グループN、グループR-GT、グループB（現在廃止）などがあり、それぞれベース車の年間生産台数、エンジン形式、排気量、過給器の有無、駆動方式（2WD/4WD）といった細かな条件が指定されている。グループによって改造許容範囲は異なるが、市販車に近い状態に留めて性能とコストを抑えようとすると、高性能4WDスポーツカーを量産できる（＝4WD車が多く売れる市場と顧客を持っている）メーカーだけに偏りやすい。そのためトップカテゴリでは、車種やエントリー台数を増やすために改造範囲を広くし、普通の大衆車でも参加できるようにするのが一般的である。WRカーやスーパー2000、グループR5、AP4などの規定がこれに相当する。2022年から施行されたWRCトップカテゴリのラリー1規定では、市販車の骨格すら用いる必要が無くなっており、市販車のラインナップや特性に左右されない開発が可能となっている。
現代のトップカテゴリのラリーカーのベース車両は、小回りの良さやコスト、メーカーの招致などを鑑みてCセグメント以下のハッチバック型小型車が採用される。20世紀までは高速域でのハンドリングに優れるクーペやセダンがベース車として好まれた時代もあったが、シャシー技術の進歩や全幅の拡大化の許容などもあり、小型車でも高速域で戦えるようになった。近年は乗用車化の著しいクロスオーバーSUVをベース車とする例も増えている。FIA格式のアフリカラリー選手権や、欧州の一部のラリーでは、通常ラリーレイドにしか用いられないサイド・バイ・サイド・ビークル（S×S）が出走可能な場合もある。

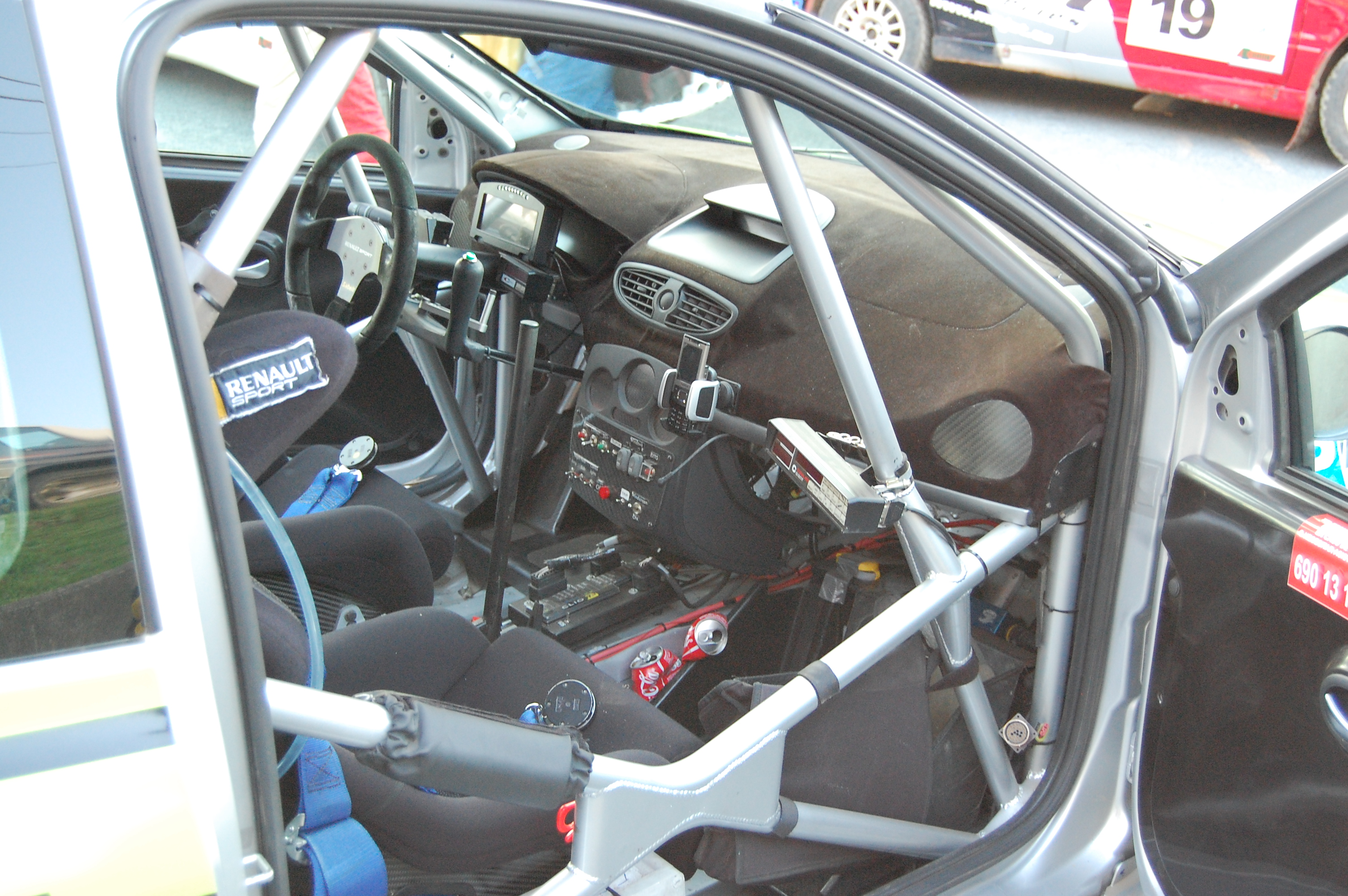
ルノー・クリオR3の内装

ベースカーからの大きな仕様変更点として、乗員の安全を守るロールケージ、4点式シートベルト、車載消火器などは装備が義務付けられる。ボディの外観はベースカーから大きく変更できないが、ボディ底面を守るアンダーガード、マッドフラップ、リアウィング、夜間走行用のライトポッドなどは公認された部品を装着できる。内装は軽量化のため後部座席や遮音材、エアコンなどを取り外して簡略化している（ただし助手席はナビゲーターの席として必要となる）。ラリーではサイドターンを駆使するため、電動式の普及で市販車に設定されることが少なくなったハンドブレーキバーが現在でも活躍している。また、パンクやクラッシュに備えてスペアタイヤと工具を積む必要がある。このため同タイプのサーキット用のレーシングカーに比べると総重量は重くなる。
時間や距離を表示する計測機器も多数取り付けられており、近年の海外のラリーではGPSで他車との距離やクラッシュ位置の情報も把握できる「セーフティトラッキングシステム」も装着される。
同じくタイムアタックを行う競技のジムカーナに比べると、ラリーカーは安全性と信頼性のために多少重くともきちんとしたボディ補強を施している。また路面の変化やイレギュラー（路面に掻き出された砂利や落ち葉など）に柔軟に対応できる様に、セッティングはジムカーナよりもマイルドにされることが一般的である。
エンジンのパワーアップは厳しく規制されており、トップカテゴリではリストリクターを装着して吸気量を制限し、最大馬力を抑える。一方でトルクやエンジン制御（ECU）のチューニングに関しては緩い傾向があり、エンジンの開発はパワー以上にレスポンスやドライバビリティ（運転しやすさ）が重視される。
路面がグラベルかターマックかで、足回りのセッティングや空力パーツは異なる。車高はターマック路面ではサーキット用マシンのように低くする場合もあるが、グラベル路面ではサスペンションストローク量を多く取るため、高めに設定する。

## ラリーと類似する別の競技

### ラリーレイド

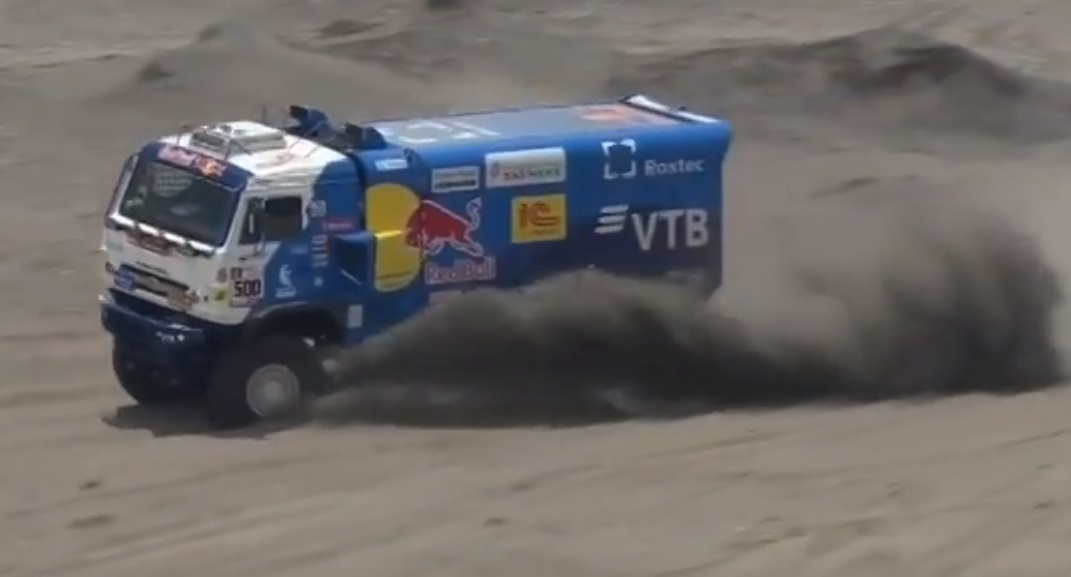
2018年ダカール・ラリー

ラリーレイド（クロスカントリーラリー）は、大平原・砂漠・岩場などの道なき荒野を走破するオフロードの耐久レース。ラリーと同様にナビゲーターを乗せ、日程はSSとリエゾンで構成されるが、競技日程・総走行距離ともに圧倒的に長く、全行程を完走するのに一週間以上かかる。比較的管理された公道の中で秒単位を争い全開で走るラリーに対し、ラリーレイドでは開かれた大地の中で自ら道を探し、秒どころか分単位で時間を犠牲にしてでも道を拓かねばならない。そのためミスコースや事故・故障などに遭遇する確率が高く、冒険・サバイバルの要素が強い。テクニカルなセクションでのコンマ数秒を争う敏捷性が求められるラリーに比べると、確実な走破性や高速域でのトップスピードが必要となる。
ラリーのスペシャルステージではハッチバック、セダン、クーペのような比較的小型の乗用車が一台ずつ走るのに対し、ラリーレイドの車両は悪路走破性能をもつ大型のクロスカントリー車（SUV）やピックアップトラック、貨物トラック、バギーカー、ATV、サイド・バイ・サイド・ビークル、バイクなど二輪から八輪までの様々な乗り物が同時に走行する。
各自がコースを下見してペースノートを作る「レッキ」は行われず、主催者から受け取るコマ図を頼りに次のチェックポイントを探す。コマ図に忠実に走るのは困難であるため、中にはコースミスを防ぐためにライバルや他クラスの後をついていったり、後をついてマークしてくるライバルを惑わすためにわざと迷っているフリをするような駆け引きも発生する。逆にライバル同士でルート探しやマシントラブルの対処で助け合うような場面もあり、いずれもラリーレイドの醍醐味となっている。
日本国内ではダカール・ラリー（旧称パリ-ダカール・ラリー）で三菱・パジェロや日野・レンジャーが活躍し、テレビでもダイジェスト放送されたことから、一般的にこの競技が「ラリー」のイメージに捉えられる傾向がある。競技形式も似ている上、ダカールの様にイベント名では単に「ラリー」と呼称されるのが一般的であるため、特に混同されやすい。

### エンデューロ

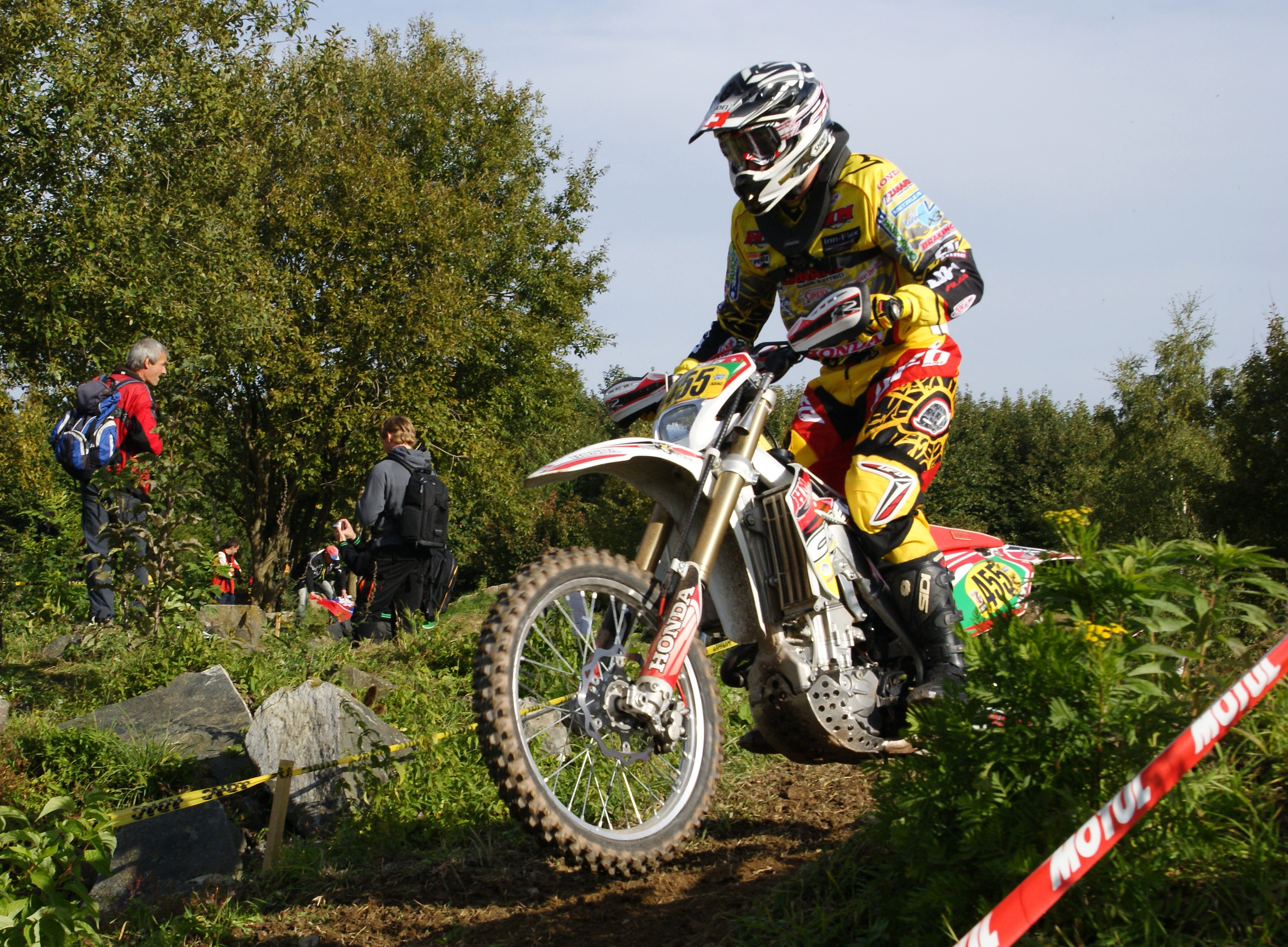
ISDE（国際6日間エンデューロ）

オートバイ（二輪バイク、サイドカー、ATVなど）におけるラリーのような競技。タイムアタックに当たってペースノートやコマ図は用いないが、コース上にスペシャルテスト（ラリーのSSに該当）・リエゾン・チェックポイントが存在する点、マシンを公道規則に合致させなければならない点など、ラリーと共通点が多い。
そうした事情からオートバイ競技界ではラリーレイドのことは俗に、単に「ラリー」と呼ぶことが多いため、上述の混同を招く一因となっている。

### ラリークロス

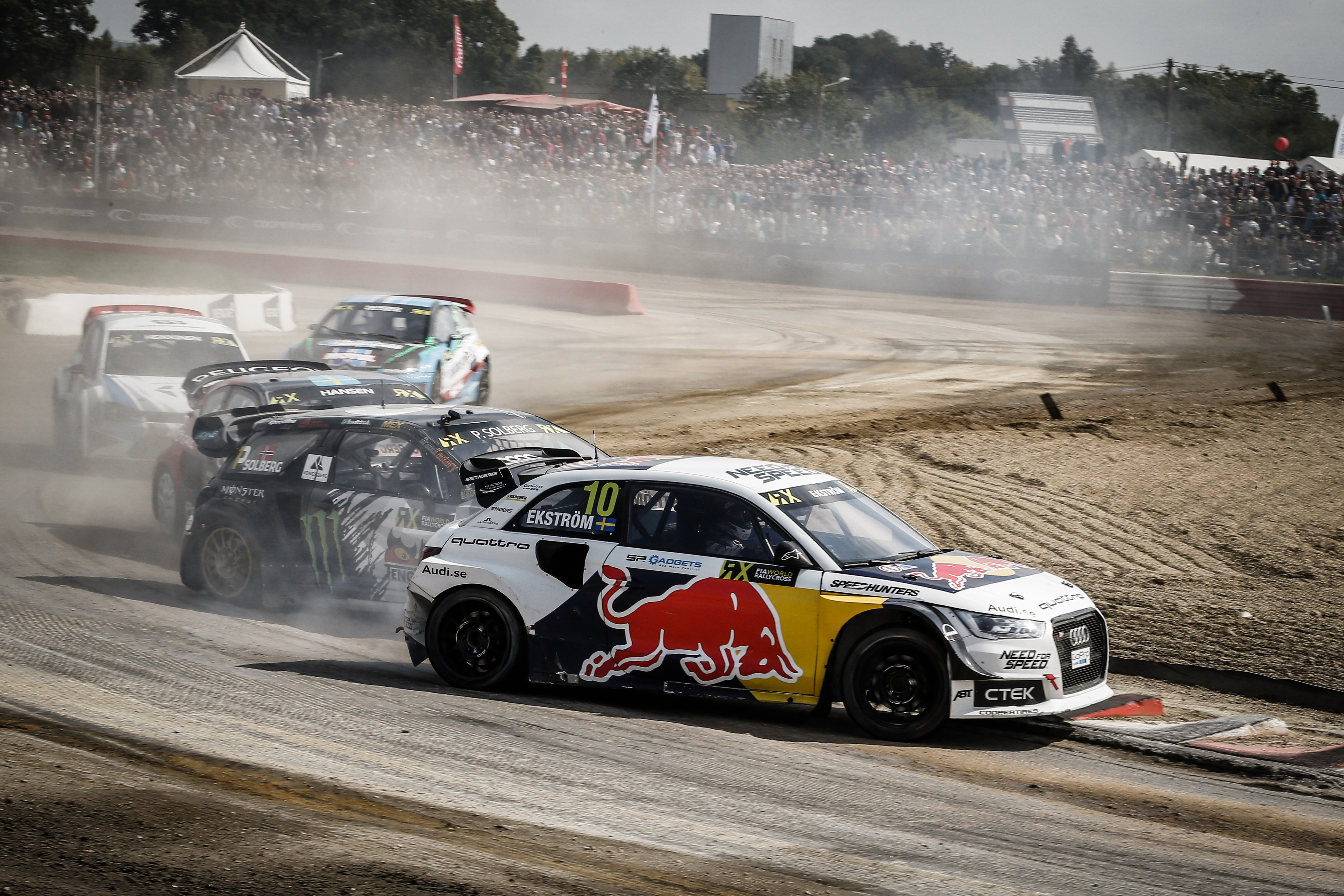
世界ラリークロス選手権

ラリークロスはラリーとサーキットレースが融合したもので、短いサーキットにおいて、ラリーカーに近いマシンがレース形式で順位を争う競技である。ナビゲーター役は助手席には搭乗せず、会場の高い場所からドライバーに指示をする（「スポッター」と呼ばれる）。
1ヒート数周の短期決戦であり、1ヒートにつき4〜10台の車両が出走し、予選ヒートや敗者復活戦を勝ちあがった者で決勝ヒートを行なって優勝者を決める。グラベルとターマックがミックスされたコースで、ラリーカーに近いスタイリングで最大700馬力ものマシンがぶつかり合う、豪快なスタイルが醍醐味となっている。
ヨーロッパでは伝統のある競技であり、2014年からF1やWRCに並ぶ格式のFIA世界選手権として、世界ラリークロス選手権 (World RX) が開催されている。

### ジムカーナ/ダートトライアル
ジムカーナはターマック（舗装路）、ダートトライアルはグラベル（未舗装路）のコースでタイムアタックを行う競技。どちらも路面によって呼称が異なる点はもちろん、クローズドコースである点、ナビゲーターが存在しない点など、ラリー以上にシンプルなタイムアタック競技であるのが特徴。また世界選手権は存在せず、FIAによる統一された基準やルールも無いため、アマチュア色が強い。